# I Predict a Riot
I Predict a Riot is een single van de Engelse indierockband Kaiser Chiefs. De single kwam uit op 1 november 2004 via het B-Unique-label, waarbij het binnenkwam op positie #22 in de Engelse hitlijsten. Dit zorgde ervoor dat de band veel aan populariteit won. Op 22 augustus 2005 werd het nummer nog eens uitgegeven, met het nummer "Sink That Ship", waarbij het #9 haalde in de hitlijsten. Het nummer gaat over een nacht vol herrieschoppers in Leeds; het zal wel op rellen uitdraaien.
"I Predict a Riot" is een van de bekendste nummers van Kaiser Chiefs. Ze speelden dit nummer ook op Live 8 in Philadelphia in 2005, samen met de nummers "Everyday I Love You Less and Less" en "Oh My God".
Het nummer komt ook in verschillende videospellen voor, waaronder Gran Turismo 4 (samen met "Sink That Ship") en Guitar Hero III: Legends of Rock (verkrijgbaar als downloadbaar nummer). "I Predict a Riot" zal ook voorkomen in het spel Rock Band.
Het B-kantnummer van de single, "Take My Temperature", is een favoriet nummer tijdens vooral eerdere liveoptredens.
Het nummer wordt bij voetbalwedstrijden vaak verbasterd tot "I Predict a Diet" (ik voorspel een dieet) om 'volslanke' spelers te pesten.
Als ijshockeyteam The New York Rangers een wedstrijd aan het verliezen zijn in hun thuisarena Madison Square Garden is het nummer ook te horen.
Enkele artiesten hebben het nummer gecoverd, onder wie McFly en Bedouin Soundclash, Girls Aloud en Bonzo Dog Doo-Dah Band.

## Nummers

### Originele versie
Alle muziek en teksten zijn geschreven door Kaiser Chiefs. 
| Nr. | Titel               | Duur |
| --- | ------------------- | ---- |
| 1.  | I Predict a Riot    |      |
| 2.  | Take My Temperature |      |

| Nr. | Titel                    | Duur |
| --- | ------------------------ | ---- |
| 1.  | I Predict a Riot         |      |
| 2.  | Take My Temperature      |      |
| 3.  | Wrecking Ball            |      |
| 4.  | I Predict a Riot (Video) |      |

### Heruitgave
| Nr. | Titel            | Duur |
| --- | ---------------- | ---- |
| 1.  | I Predict a Riot |      |
| 2.  | Sink That Ship   |      |

| Nr. | Titel                                                | Duur |
| --- | ---------------------------------------------------- | ---- |
| 1.  | I Predict a Riot                                     |      |
| 2.  | Less Is More                                         |      |
| 3.  | Everyday I Love You Less and Less (Boys Noize-remix) |      |
| 4.  | I Predict a Riot (2005 versie) - (video)             |      |

## Hitnoteringen

### Single Top 100
| "I Predict a Riot" in de Nederlandse Single Top 100 binnen: 19-11-2005 | "I Predict a Riot" in de Nederlandse Single Top 100 binnen: 19-11-2005 | "I Predict a Riot" in de Nederlandse Single Top 100 binnen: 19-11-2005 | "I Predict a Riot" in de Nederlandse Single Top 100 binnen: 19-11-2005 | "I Predict a Riot" in de Nederlandse Single Top 100 binnen: 19-11-2005 | "I Predict a Riot" in de Nederlandse Single Top 100 binnen: 19-11-2005 |
| Week                                                                   | 1                                                                      | 2                                                                      | 3                                                                      | 4                                                                      | 5                                                                      |
| ---------------------------------------------------------------------- | ---------------------------------------------------------------------- | ---------------------------------------------------------------------- | ---------------------------------------------------------------------- | ---------------------------------------------------------------------- | ---------------------------------------------------------------------- |
| Nummer                                                                 | 74                                                                     | 81                                                                     | 82                                                                     | 87                                                                     | 97                                                                     |

### NPO Radio 2 Top 2000
| Nummer met noteringen in de NPO Radio 2 Top 2000 | '16  | '17  |
| ------------------------------------------------ | ---- | ---- |
| I Predict a Riot                                 | 1978 | 1763 |

1. ↑  Een vetgedrukt getal geeft de hoogste notering aan.
2. ↑  2016 was het eerste jaar met een notering voor dit nummer.
3. ↑  Deze tabel is bijgewerkt tot en met de laatste editie (2024).